# Крафт Ернст фон Йотинген-Валерщайн
Крафт Ернст Юдас Тадеус Нотгер фон Йотинген-Валерщайн (на немски: Kraft Ernst Judas Thaddaus Notger von Oettingen-Wallerstein; * 3 август 1748 във Валерщайн; † 6 октомври 1802 във Валерщайн) е от 1766 г. граф на Йотинген-Валерщайн и Балдерн в Швабия, Бавария и господар на Зьоферн, от 14 април 1774 г. 1. имперски княз на Йотинген-Йотинген и Йотинген-Валерщайн.
Той е най-големият син на граф Филип Карл Доминик фон Йотинген-Валерщайн (1722 – 1766) и съпругата му втората му братовчедка графиня Шарлота Юлиана Терезия Мария Анна Валбурга Йозефа фон Йотинген-Балдерн-Катценщайн (1728 – 1791), дъщеря на граф Крафт Антон Вилхелм фон Йотинген-Балдерн-Катценщайн (1684 – 1751) и Йохана Елеонора Мария фон Шьонборн-Буххайм (1688 – 1763).
На 14 април 1774 г. Крафт Ернст става 1. имперски княз на Йотинген-Йотинген и Йотинген-Валерщайн.

## Фамилия
Крафт Ернст фон Йотинген-Валерщайн се жени на 25 август 1774 г. в дворец Тругенхофен за принцеса Мария Тереза Каролина Лудовика фон Турн и Таксис (* 10 юли 1757, Регенсбург; † 9 март 1776, Валерщайн), дъщеря на княз Карл Анселм фон Турн и Таксис (1733 – 1805) и херцогиня Августа Елизабет фон Вюртемберг (1734 – 1787). Те имат една дъщеря:
- Фридерика София Тереза Антония (5 март 1776, Валерщайн – 17 юли 1831), омъжена на 19 септември 1802 г. във Валерщайн за княз Карл Евгений фон Ламберг (1 април 1764 – 11 май 1831)

Крафт Ернст фон Йотинген-Валерщайн се жени втори път на 20 октомври 1789 г. във Вайлтинген за херцогиня Вилхелмина Фридерика Елизабет фон Вюртемберг (* 3 юли 1764 до Лозана; † 9 август 1817, Валерщайн), дъщеря на херцог Лудвиг Евгений Йохан фон Вюртемберг (1731 – 1795) и София Албертина фон Байхлинген (1728 – 1807). Те имат 12 деца:
- Лудвиг Крафт Ернст Карл Алберт Франц Вилхелм Фридрих Филип Михаел Юдас Тадеус Нотгер Мария (31 януари 1791, Валерщайн – 22 юни 1870, Люцерн), княз на Йотинген-Йотинген и Йотинген-Валерщайн, баварски министър на вътрешните работи (1832 – 1837) и външен министър (1847/1848), женен I. на 7 юли 1823 г. в Керкинген за Мария Кресценция Боургин (3 май 1806, Фюсен – 22 юни 1853, Валерщайн), II. на 18 юли 1857 г. в Цвитлан, Моравия за графиня Албертина Лариш фон Моених (20 май 1819, Шьонщайн – 10 юни 1900, Гьорц)
- Карл Крафт Лудвиг (18 март 1792 – 15 септември 1795)
- Фридрих Крафт Хайнрих Франц Александер Юдас Тадеус Нотгер Вилхелм Филип Лудвиг Алберт (16 октомври 1793, Валерщайн – 5 ноември 1842, Валерщайн), 3. княз на Йотинген-Йотинген и Йотинген-Валерщайн и господар на Йотинген-Йотинген и Йотинген-Валерщайн, женен I. на 15 май 1827 г. във Виена за ландграфиня Мария София фон Фюрстенберг (28 август 1804, Виена – 4 февруари 1829, Прага), II. на 8 септември 1830 г. в Баден при Виена за графиня Мария Анна фон и цу Траутмансдорф-Вайнсберг (9 юли 1806, Виена – 12 ноември 1885, Прага)
- Франц Лудвиг Крафт Вилхелм Филип Нотгер Хайнрих Тадеус Карл Йозеф Алберт (20 февруари 1795, Валерщайн – 30 октомври 1813, убит при Ханау), принц на Йотинген-Йотинген и Йотинген-Валерщайн
- Карл Анселм Фридрих Филип Албрехт Крафт Юдас Тадеус Нотгер Вилхелм Йозеф (6 май 1796, Валерщайн – 4 март 1871, Мюнхен), принц на Йотинген-Йотинген и Йотинген-Валерщайн, женен на 18 май 1831 г. във Виена за графиня Юлия фон Дитрихщайн (12 август 1807, Виена – 22 април 1883, Мюнхен)
- София Албертина Доротея Елеонора Фридерика Терезия Ернестина Вилхелмина Мария Валбурга (27 август 1797, Валерщайн – 14 февруари 1880, Хагенберг), омъжена на 3 юни 1821 г. в Балдерн, Вюртемберг за граф Георг Фридрих Вилхелм Алфред Екбрехт фон Дюркхайм-Монтмартин (11 август 1794, Щутгарт – 22 януари 1879, Хагенберг)
- Мария Шарлота Тереза (2 септември 1798, Валерщайн – 2 октомври 1804, Валерщайн)
- Франц Йозеф Карл (13 август 1799 – 2 октомври 1804)
- Мария Терезия (13 август 1799 – 6/28 февруари 1859)
- Луиза Фридерика Тереза Шарлота (6 февруари 1801 – 9 септември 1801)
- Мария Шарлота Вилхелмина София Хенрика Анна Валбурга (14 февруари 1802, Валерщайн – 4 януари 1893, Прага), омъжена на 14 юни 1828 г. в Митерау за Алберт Раймунд Цено граф Монтекукцоли-Ладерчи (30 юни 1802, Митерау – 10 август 1852, Виена)
- Мария Ернестина София Албертиня Хенрика Йозефа Каролина Паулина Анна Елизабета (5 юли 1803 – 31 януари 1872), омъжена на 29 август 1843 г. във Виена за ландграф Йозеф Ернст Егон цу Фюрстенберг (23 февруари 1808, Виена – 6 март 1892, Виена)